# Implementation Intentions
Implementation Intentions (selten deutsch: Implementations-Intentionen) sind eine Strategie zur Selbstregulation. Dieses Konzept hat die Funktion, diejenigen Bedingungen zu spezifizieren, durch die langfristige Ziele (z. B. eine gesündere Ernährung oder mehr Sport zu treiben) mittels bestimmter Handlungen realisiert werden können. Der Begriff „Implementation Intentions“ wurde 1993 von dem Psychologen Peter M. Gollwitzer eingeführt.
Während eine Zielintention lediglich angibt, welches Ziel man erreichen möchte (Vorsatz), beschreibt eine Implementation Intention die genauen Mittel und Wege, um die Diskrepanz zwischen dem aktuellen und gewünschten Verhalten zu überwinden (z. B. auf der Arbeit eine extra Portion Obst in der Kaffeepause essen). Die Implementation Intentions beschreiben also ein genaues Wann, Wo und Wie und werden als in Form von Wenn-dann-Plänen beschrieben („Wenn Situation X auftritt, werde ich das Verhalten Y zeigen“). Es werden also zwei Formen von Intentionen unterschieden: die Zielintention (engl. goal intention) oder Absicht und die Realisierungintention (engl. implementation intention) bzw. der Vorsatz.
Die Implementation Intentions sind nur ein Konzept zur Erklärung des Spannungsfeldes von Intention und Handeln. Viele Menschen nehmen sich etwa vor, ihr Gesundheitsverhalten zu ändern, schaffen dies aber nicht. Der Zusammenhang zwischen Zielintention und tatsächlichem Verhalten ist gering. Zielintention erklärt lediglich 20 % bis 30 % der Varianz in der Zielerreichung. Das vergangene Verhalten ist ein geeigneterer Prädiktor für das zukünftige Verhalten der Menschen als ihre Zielintentionen. Ein ähnlicher Ansatz, der sich mit Intention und Verhalten beschäftigt, dabei noch soziale Normen, Einstellungen und Verhaltenskontrolle berücksichtigt, ist die Theorie des geplanten Verhaltens (Icek Ajzen).
Verschiedene Variablen bestimmen den Erfolg der Zielerreichung. Zum Beispiel kommt es bei der Ausarbeitung von Zielvereinbarungen darauf an, ob das Ziel in einer anspruchsvollen, besonderen Art und Weise formuliert wurde, und somit erfolgreicher sein wird oder ob es ein anspruchsvolles, aber vage formuliertes Ziel ist, was weniger erfolgreich sein wird.
Studien haben gezeigt, dass Wenn-dann-Pläne den Menschen helfen, ihre Ziele in Angriff zu nehmen und dazu beitragen, dass der Prozess sich im Laufe der Zeit automatisiert. Beispielsweise im Gesundheitsverhalten (Konsum von Obst und Gemüse). Bisher hat sich die Forschung im Bezug auf Implementation Intentions vor allem der Initiierung von Zielstreben (goal striving) gewidmet, während das Problem der Abschirmung dieses Zielstrebens, sowie mögliche Anwendungen im Kontext der Emotionsregulierung, weitestgehend vernachlässigt wurden.

## Einordnung
Grundsätzlich geht Gollwitzer davon aus, dass Menschen im Allgemeinen gute Absichten und Vorsätze haben und sich auch dementsprechende Ziele stecken, letztlich jedoch häufig daran scheitern, diese dann auch in die Tat umzusetzen. Dabei stellt sich die zentrale Frage, wie die getroffenen Vorsätze zuverlässiger zu einem zielgerichteten Verhalten und zum tatsächlichen Erreichen dieser Ziele führen können.
Jede Zielverwirklichung erfordert in der Regel auch ein entsprechend zielgerichtetes Verhalten. Dabei gibt es allerdings ganz verschiedene Gründe, warum dieses Verhalten oft nicht erfolgreich ist. So haben Menschen oft bereits Schwierigkeiten damit zu beginnen, das gewünschte Verhalten an den Tag zu legen, oder sie lassen sich nur allzu leicht auf halber Strecke vom Ziel ablenken. Für die Startschwierigkeiten können bereits bestehende Ablenkungen verantwortlich sein oder aber auch die Tatsache, dass sich bestimmte Möglichkeiten für zielgerichtetes Verhalten nur für die Dauer kurzer Zeitfenster eröffnen. Das Problem des nicht Durchhaltens und Aufgebens der Pläne stellt sich vor allem bei langfristigen Zielsetzungen, die keine unmittelbaren Effekte mit sich bringen und oft mit einem hohen persönlichen Aufwand und Einbußen verbunden sind (z. B. gesunde Ernährung).
Für beide der genannten Probleme stellen Implementation Intentions eine nützliche Auswegsmöglichkeit dar. Die getroffenen Wenn-dann-Pläne benennen das Ziel nicht in seiner unspezifischen Form (z. B. „Ich will X erreichen“), sondern verknüpfen eine bestimmte kritische Situation mit einem entsprechend gewünschten zielgerichteten Verhalten („Wenn X eintritt, dann werde ich Verhalten Y zeigen“) und führen so zu einem Automatisierungsprozess.
Durch den konkreten Plan bezüglich einer bestimmten Situation wird diese mental repräsentiert und aktiviert, was dann eine bessere Wahrnehmung davon nachsichzieht, und so mehr Aufmerksamkeit und ein Erkennen der kritischen Situation zur Folge hat. Der „dann“-Teil des Plans, also das zielgerichtete Verhalten, wird dann automatisch ausgeführt. Als unmittelbarem Vorteil stehen uns damit mehr kognitive Ressourcen zur Verfügung, um andere Aufgaben erledigen zu können, und wir können auch bei Ablenkung fokussiert bleiben.
Da man des Weiteren davon ausgeht, dass Implementation Intentions, sind sie erst einmal benannt, unbewusst ablaufen, spricht man bei diesem Prozess von einer sog. strategischen Automatisierung.
Trotzdem ist natürlich die Stärke des getroffenen Commitments, sowohl in Hinsicht auf den Plan wie auch das Ziel selbst, entscheidend für die Wirkungsweise der Implementation Intentions. Ohne entsprechendes Commitment können sie nur schwer zu einer Unterstützung des zielgerichteten Verhaltens beitragen.
Laut dem Modell der Handlungsphasen, auch Rubikonmodell genannt, erweist sich der Nutzen der Implementation Intentions in der sog. Planungsphase (Implemental mindset; Volition ist hier die treibende Kraft der Handlung), welche der Abwägephase folgt (Deliberative mindset; Motivation als treibende Kraft zur Zielsetzung). In der Planungsphase ist die Person bereits ein Commitment mit dem zu erreichenden Ziel eingegangen, weswegen hier die Implementation Intentions eine gute Strategie darstellen können, dieses Ziel auch wirklich zu erreichen.

## Zielabschirmung (goal shielding)
In der Studie „Implementation intentions and shielding goal striving from unwanted thoughts and feelings“ von A. Achtziger, Gollwitzer und Sheeran war es das Ziel, herauszufinden, ob schädliche innere Zustände (störende Gedanken und Gefühle) durch „Wenn-dann-Pläne“ so kontrolliert werden können, dass die eigentliche Zielintention (goal intention) ungestört fortgesetzt werden kann.
In zwei Feldexperimenten, die sich mit dem Thema Diät (Studie 1) und mit sportlichen Zielen (Studie 2) beschäftigten, wurde die Zielabschirmung durch „Wenn-dann-Pläne“ unterstützt. Störende inneren Zustände waren in Studie 1 der Heißhunger auf Fast Food und in Studie 2 Lampenfieber während eines Tenniswettkampfes). Die Ergebnisse in beiden Studien bestätigten die Annahme, dass die Bildung von „Wenn-dann-Plänen“, kombiniert mit einer konkreten Zielsetzung, die Rate der Zielerreichung erhöht.
Wenn-dann-Pläne sind also ein wirksames Instrument zur Abschirmung übergeordneter Ziele. Sie fokussieren auf die Vermeidung von ablenkenden Lust- oder Angstgedanken sowie auf die effektive Bewältigung von kognitiven, motivationalen und emotionalen Barrieren, um ein bestimmtes Ziel möglichst gut zu erreichen.

## Implementation Intentions in Verbindung mit Emotionsregulierung
Im Jahr 2009 veröffentlichten Keil, Gallo, Gollwitzer, Rockstroh und McCulloch eine weitere Studie, welche die Effektivität von Implementation Intentions auf die Selbstregulierung von emotionalen Reaktionen untersuchte. Hierfür zeigten sie Versuchsteilnehmern ekel- bzw. furchtauslösende Stimulusfotos, welche unter drei verschiedenen Anweisungen zur Selbstregulierung betrachtet wurden.
Einmal die einfache Zielintention, sich nicht zu ekeln oder zu fürchten (“Ich werde mich nicht fürchten”), dieselbe Intention, dieses Mal jedoch mit einer Implementation Intention versehen (“und wenn ich eine Spinne sehe, dann werde ich entspannt und ruhig bleiben”), und bei der Kontrollgruppe ohne jegliche Anweisung zur Regulation.
Ekel wird in der Literatur weitgehend einstimmig als eine der Basisemotionen angesehen und wurde daher ausgewählt. Furcht hingegen wurde auf Grund der weiten Verbreitung von Angststörungen, wie etwa Panikattacken und Phobien aller Art, die das Leben vieler Menschen alltäglich beeinflussen, ausgewählt. Die Teilnehmer wurden angehalten, die Intensität der erlebten Emotionen zu beurteilen, indem sie die gefühlte Aufregung auf einer Skala bewerten sollten. Nur den Teilnehmern in der Implementation Intentions Gruppe gelang es, ihre Reaktionen zu beherrschen bzw. ihren Ekel und ihre Furcht erfolgreich zu reduzieren, was nahelegt, dass Implementation Intentions eine sehr nützliche Strategie darstellen können, wenn es darum geht, Emotionen erfolgreich selbst zu regulieren.